# Ангас (народ)
Ангас (самоназвание керанг и карангма) — народ в Нигерии. Близок к народам анкве и сура. Представители ангас говорят на своём одноимённом языке, который входит в чадскую языковую семью. Преимущественной религией является суннизм. Основным занятием является земледелие (выращивание кассавы, проса, сорго, риса ямса), а в некоторых горных районах — скотоводство. Кроме того, ангас занимаются различными ремёслами, такими как ткачество, гончарство и кузнечество.